# Marguerite Ghy-Lemm

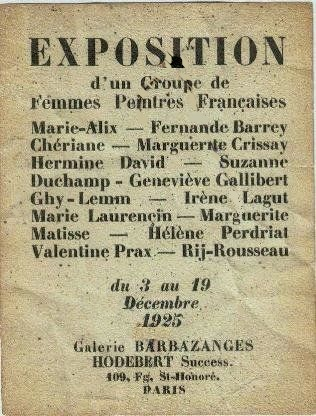
Exposition de peintres femmes paris 1925

Marguerite Ghy-Lemm (née Marguerite Pauline Augustine Lemaire le 22 février 1888 à Fontenoy-le-Château et morte le 22 février 1962 à Paris 19e) est une artiste peintre française.

## Jeunesse
Marguerite Lemaire grandit à Fontenoy-le-Château où son père est brasseur. Elle est l'aînée d'une fratrie de trois enfants. 
En 1910, elle épouse Hans Ekegardh, lui aussi artiste peintre, natif de Kristianstad  en Suède. 

## Carrière
Marguerite Lemaire n'a suivi aucune école d'art et peint en toute liberté. Par sa peinture, elle restitue la vie mondaine de l'entre-deux-guerres, les plages des stations balnéaires, les maisons de couture... Autodidacte, elle n'a subi l'influence d'aucune école et a peint avec beaucoup de liberté.
Ghy-Lemm participe entre autres aux expositions du Salon d'Automne, 1920, du Salon des Tuileries et du Salon des Indépendants . Elle expose à la Galerie Druet, la Galerie Henry, Bernheim-Jeune, Codette Weill. Avec son mari, elle expose aussi à Stockholm en 1922. Elle collabore comme illustratrice à des magazines suédois.
En 1924, le tableau qu'elle présente au Salon d'automne est jugé scandaleux et est retiré de l'exposition ; il représentait un peintre nu devant son chevalet. En 1925, elle expose à la Galerie Barbazanges avec d'autres femmes peintres dont Marie Laurencin, Fernande Barrey, Chériane, Marguerite Crissay, Hermine David, Suzanne Duchamp, Irène Lagut, Marie Laurencin, Hélène Perdriat, Valentine Prax, Rij-Rousseau. 
Dix œuvres de Ghy-Lemm sont conservées  au Nationalmuseum de Stockholm.

## Sources bibliographiques
- Pierre Sanchez, Dictionnaire du Salon des Tuileries (1923-1962) - Répertoire des artistes et listes de, Tome I et II, p. , éd. Échelle de Jacob,  (ISBN 978-2-913224-72-8)
- Pierre Sanchez, Dictionnaire du Salon d'automne (1903-1945), t.2., p. 591, éd. Échelle de Jacob,2006,  (ISBN 2-913224-67-9)
- (en) Martin Wolpert, Jeffrey Winter, Modern Figurative Paintings: The Paris Connection, p. 127, ed. Schiffer Pubishing, 2033,   (ISBN 0764319620)
- René Édouard-Joseph, Supplément au dictionnaire biographique des artistes contemporains, éd. Art édition, p. 73, 1936 ·
- La Rampe, revue des théâtres, Ghy-Lemm, n°200, 12 novembre 1921, p. 18.